# Parathalestris platycheles
Parathalestris platycheles is een eenoogkreeftjessoort uit de familie van de Thalestridae. De wetenschappelijke naam van de soort is voor het eerst geldig gepubliceerd in 1902 door Brady.